# Off the Hook
Off the Hook – singel holenderskich DJ-ów i producentów muzycznych Hardwella oraz Armina van Buurena, wydany jako drugi singel z szóstego albumu studyjnego Armina van Buurena pt. Embrace. Wydany został 14 września 2015 przez wytwórnię płytową Armada Music.

## Teledysk
Do singla powstał teledysk, zrealizowany przez Studio Plumeau.

## Lista utworów i formaty singla
Opracowano na podstawie materiału źródłowego.
- Singel cyfrowy – edycja radiowa

1. "Off the Hook" (Radio Edit) – 2:57

- Singel cyfrowy – edycja podstawowa

1. "Off the Hook" (Original Mix) – 5:46

## Pozycje na listach
| Państwo           | Notowania (2015)     | Najwyższa pozycja |
| ----------------- | -------------------- | ----------------- |
| Belgia (Flandria) | Dance Bubbling Under | 6                 |
| Belgia (Flandria) | Ultratip             | 51                |
| Holandia          | Dutch Single Tip     | 25                |